# نيكوس كاريليس
نيكوس كاريليس (مواليد 24 فبراير 1992) هو لاعب كرة قدم يوناني يلعب في مركز المهاجم في نادي بانيتوليكوس.

## وصلات خارجية
- نيكوس كاريليس على موقع الاتحاد الأوربي (الإنجليزية)
- نيكوس كاريليس على موقع إي إس بي إن إف سي (الإنجليزية)
- نيكوس كاريليس على موقع قاعدة بيانات كرة القدم.إي يو (الإنجليزية)
- نيكوس كاريليس على موقع ناشيونال فوتبول تيمز (الإنجليزية)
- نيكوس كاريليس على موقع Soccerbase.com (لاعب) (الإنجليزية)
- نيكوس كاريليس على موقع Soccerway.com (الإنجليزية)
- نيكوس كاريليس على موقع عالم كرة القدم.نت (الإنجليزية)
- نيكوس كاريليس على موقع AS.com (الإسبانية)